# 扇平
22°58′10″N 120°41′21″E / 22.96944°N 120.68917°E

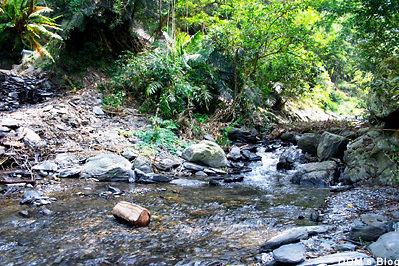
扇平自然教學園區/ 高雄/ DDM Xiao攝於2004年10月17日

扇平位於台灣高雄市茂林區與六龜區之間中央山脈最南端支陵帶上，三面環山，一面臨溪，行政區屬於六龜區。

## 地理位置
扇平地區地處中央山脈最南端支陵帶，日本時代地名為池鯉鮒，由於周圍的山脈如扇形般展開，故有扇平之稱。此一地區海拔高度約在400至1600公尺間，年平均溫度約為攝氏21度。

## 人文歷史

### 史前遺跡
最早在此扇平地區活動的人類文化，據目前所出土的遺跡可遠溯至距今約6,000年前的原住民。扇平遺址主要分布於荖濃溪東側山區以及濁口溪流域，其中桃源區卡拉II遺址與茂林區扇平遺址是其代表。部分遺址位於目前的扇平工作站苗圃中，出土遺物主要以方型石板棺與紅褐色夾砂陶為主，年代尚未正式測定，但據推測距今約在2,000年之內。但以目前所出土的遺跡尚不足以證明遺跡屬於台灣原住民的哪一支族群。

### 魯凱族文化
魯凱族為扇平地區最主要的原住民族群，而魯凱族著名的石板屋為原住民就地取材，使用當地黑色頁岩建造而成，頁岩先經簡易加工成為片狀之石板後所堆砌而成，石板屋內只有門檻和屋樑為木質，其餘均由石材建造。但目前傳統石板屋已日漸式微，只有茂林區多納里仍保有相當數量之石板屋。另外，早期原住民因交通往來所出現的越嶺道，部分成了目前的林道，而部分則成為歷史古道。而其中日治時期沿著南鳳林道外緣稜線所開鑿的警備道路遺址－隘勇道，即是原住民越嶺道的遺址。

### 經濟活動
扇平地區可以見到數種自清領時期以來至今的各種經濟活動遺跡，包括有：
- 木炭寮：木炭窯在清領時期就已傳到台灣，早期多設於木材來源充裕的地方，例如南部高雄的大樹、田寮、旗山、六龜及恆春等地，當時不但可自給自足，還可外銷日本，是火炭窯業的黃金時期。而窯體的建造須選用未曾燒過的土角磚，以「蒸籠式」的方法建造，方能耐火耐燒。但近來因天然氣的普及，加上環保意識的抬頭及政府全面禁伐等因素，木炭窯已漸漸式微。
- 樟腦寮：扇平地區砍伐樟樹提煉樟腦油的記錄始於明末清初時期，但由於當時山區交通不便，無路可通，不容易將木材運送到平地，於是製作樟腦的工人（腦丁）在當地設置樟腦寮，裝設蒸餾設備（腦灶），將樟樹幹及樹根削成薄片後以水蒸氣蒸餾，藉由蒸氣收集樹材中的成分，經過冷卻析出結晶的粗製樟腦油，再用人工挑下山交給專賣局收購。
- 筍寮：1960年代，扇平有十幾公頃的竹林，為早期台灣的主要經濟作物之一，生產季節大多集中在春至夏季間。是筒筍原料的重地，由於當時交通不便，居民便在竹園內就地設置簡陋的筍寮加工處理，以利長期保存。
- 咖啡樹栽植區：台灣曾在扇平地區引進咖啡樹栽種，但因果實成熟期難以控制加上工資過高，因此咖啡樹的經營就此停滯。
- 水力發電室：扇平水力發電室建於1956年，水源引自扇平溪溪水，以解決早年扇平地區缺電問題，1972年，台灣電力公司正式在扇平地區供電。而由於該水力發電室具其歷史價值，扇平科學研究中心將其重新整修保存。

## 物種生態

### 生態科學園區
在日治時期時，扇平被規劃為日本京都大學演習林，為金雞納樹試驗的重要據點，當時可由金雞納樹的樹皮提煉奎寧供治療瘧疾使用，後因奎寧可由化學合成，才漸漸停止金雞納樹的相關作業，而現在可在扇平地區發現大批金雞納樹林，並已可在扇平天然更新。
1964年，台灣政府幾經變革後正式在扇平地區成立林業試驗所六龜分所，在規劃經營下，目前林相組成穩定且具多樣性，除了天然林之外，當地林相已逐漸累積帶狀的試驗林分及標本園，包括牛樟、杉木、菲律賓貝殼杉、肖楠、竹類標本園等。1995年，台灣政府在扇平地區設置自然生態科學園區，全區劃分為生態保護區、自然生態教育區及行政設施中心三個部分，面積約為933公頃。
而為了防範當地自然生態受到破壞，一般民眾進入時須向當地森山檢查所辦理乙種入山証。

### 天然物種
扇平地區的原始植群是以樟科及殼斗科植物為主的溫帶天然闊葉林，除天然林區之外，由於國民政府時期先後於此區域進行過金雞納樹、杉樹及竹類等林木造林育苗試驗，這些小面積的人工林，也造成現在的樹木及竹類標本園。
而在動物部分，根據調查紀錄台灣行政院農委會的紀錄，蝴蝶已知有139種，蛾類上千種，甲蟲類至少有50科，而哺乳類方面，較常見的有山羌、台灣獼猴、山豬、赤腹松鼠、白面鼯鼠等。爬蟲類則常見攀木蜥蜴、石龍子、錦蛇、青竹絲等，魚類則以台灣馬口魚、鮕魚為主。而在鳥類方面，扇平地區是台灣南部地區賞鳥的重要據點，據觀察此一地區鳥種計有134種，其中留鳥部份佔了台灣的2/3，有賞鳥者的天堂之稱。可以在此一地區觀察到許多珍稀鳥類，如朱鸝、花翅山椒鳥、八色鳥、授帶鳥、黃山雀、綠啄花鳥、黃羽鸚嘴、藍腹鷴及林雕等。

### 環保議題
由於之前扇平溪每逢冬季就有許多外來民眾到扇平溪非法電魚、毒魚，使得生態遭到嚴重破壞。2004年起，扇平當地中興村社區發起護溪運動。而2006年時，由於敏督利、海棠、龍王等颱風的影響，颱風期間造成扇平溪水位暴漲，使得許多保育魚類被沖刷殆盡，當地居民再度發起保育魚類的行動。另外，由於茂林及扇平觀光區的開發，各種建築物的開發行動也相繼引起環保人士的注意。